# Cyanidioschyzon
Cyanidioschyzon P. De Luca, R. Taddei & L. Varano, 1978, no sistema de classificação de Hwan Su Yoon et al. (2006), é o nome botânico de um gênero de algas vermelhas unicelulares da família Cyanidiaceae.

## Espécies
- Cyanidioschyzon merolae P. De Luca, R. Taddei & L. Varano, 1978